# 제2대 스노든 백작 데이비드 암스트롱존스
제2대 스노든 백작 데이비드 앨버트 찰스 암스트롱존스(David Albert Charles Armstrong-Jones, 2nd Earl of Snowdon)는 2017년까지 린리 자작으로 활동했으며 전문적으로 데이비드 린리로 알려진 그는 영국 왕실의 일원이자 영국 가구 제조업체이자 경매소 크리스티 영국의 명예 회장이다. 그는 마거릿 공주와 제1대 스노든 백작 안토니 암스트롱존스의 아들로 조지 6세의 외손자이자 찰스 3세의 이종사촌이다. 그가 태어났을 때 그는 영국 왕위 계승 서열 5위였으며 2025년 1월 현재 그는 26위이며 그의 이모인 엘리자베스 2세 여왕의 후손이 아닌 최고위이다.